# 古钟园
古钟园位于上海市浦东新区惠南镇卫星西路，是浦东地区主要园林之一。

## 场馆介绍
古钟园地面积38700平方米，始建于1982年，于1985年对外开放。园内有明朝隆庆五年（1571年）铸造的青铜巨钟，直径1.1米，重1.6吨，为浦东新区文物保护单位，公园也以此巨钟命名。公园建筑为仿明代的古典园林风格，多用青瓦白墙，园内景区分为钟亭、文源馆、藏拙苑、宝宝村。公园是上海桃花节的主要景区。

## 参观信息
- 开放时间：全年免费开放。
- 公共交通：1111路。